# Аница Вучетић
Аница Вучетић (Београд, 2. септембар 1962.) српска je визуелна уметница позната по видео-инсталацијама и видео-амбијентима.

## Биографија
Аница Вучетић је дипломирала сликарство на Факултету ликовних уметности у Београду 1986. године, а магистрирала 1989. Студирала је у класама професора Војислава Тодорића, Раденка Мишевића и Момчила Антоновића.
Има статус самосталног уметника од 1986.
У периоду око 1989. до 1992. радила је као асистент костимографа у позоришту. Почетак њеног бављења видеом везује се за боравак у „Лудвиг Форуму” у Ахену 1999, када је радила на реализацији свог првог видео амбијента „Снови о великом таласу”.

## Самосталне изложбе
- Београд,
- Сарајево,
- Чачак,
- Вршац,
- Нови Сад,
- Пожега,
- Музеј савремене уметности Универзитета у Сао Паолу,
- Музеј Лудвиг Форум за интернационалну уметност у Ахену,
- Кубански институт за уметност и филмску индустрију у Хавани,
- Музеј Републике Српске у Бањалуци,
- Салон Ротовж у Марибору,
- Рашка,
- Сопот,
- Перјанички дом у Подгорици.

## Групне изложбе
- Босна и Херцеговина,
- Словенија,
- Хрватска,
- Црна Гора,
- Француска,
- Немачка,
- Шпанија,
- Холандија,
- Белгија,
- САД,
- Русија,
- Италија,
- Португалија,
- Велика Британија,
- Чешка,
- Македонија,
- Грчка,
- Јапан,
- Канада,
- Шведска,
- Данска.

## Награде
- Награда 23. Меморијала Надежда Петровић
- Награда публике на 23. Меморијалу Надежда Петровић у Чачку (2005)
- Гран-при на 9. Међународном бијеналу уметности у Горњем Милановцу
- Политикина награда из Фонда Владислав Рибникар у Београду (2008)
- Награда Нишког салона (2016).